# Libera: The Christmas Album
Libera: The Christmas Album es un álbum de estudio del grupo coral londinense Libera, que incluye una colección de canciones de Navidad adaptadas por Robert Prizeman para el coro. Fue publicado el 1 de noviembre de 2011 bajo el sello discográfico EMI Classics. La publicación fue precedida del lanzamiento del tema "Joy To The World" disponible como descarga digital desde verano de 2011.

## Ediciones
La Edición Deluxe contiene dos temas adicionales: "Lullabye (Goodnight My Angel)", incluido también en la edición deluxe de su álbum Peace (2010), y una remezcla de "Gaudete" con el título de "Gaudete - Canticum Novum".
En Japón, el álbum se tituló Winter Songs, y contiene un tema adicional, "I Vow To Thee My Country", y algunos extras incluidos también en la Edición Deluxe. Se vendió junto a un DVD que contiene dos videoclips: "Song of Life" y una versión al aire libre de "Eternal Light" (existe otro videoclip de este tema incluyido en la edición deluxe de Peace).

## Lista de canciones
| N.º | Título                                                                           | Duración |  |
| 1.  | «Joy to the World»                                                               | 2:52     |  |
| 2.  | «Still, Still, Still» (Solista: Ralph Skan)                                      | 3:53     |  |
| 3.  | «Carol of the Bells»                                                             | 3:03     |  |
| 4.  | «Veni, Veni Emmanuel» (Solista: Daniel Fontannaz)                                | 4:09     |  |
| 5.  | «Once in Royal David's City» (Solista: Eoghan McCarthy)                          | 3:47     |  |
| 6.  | «O Holy Night» (Solista: Ralph Skan)                                             | 4:42     |  |
| 7.  | «White Christmas» (Solista: Stefan Leadbeater)                                   | 3:48     |  |
| 8.  | «Corpus Christi Carol» (Solistas: Ralph Skan y James Mordaunt)                   | 3:15     |  |
| 9.  | «In Dulci Jubilo»                                                                | 3:14     |  |
| 10. | «Have Yourself A Merry Little Christmas» (Solistas: James Mordaunt y Ralph Skan) | 3:17     |  |
| 11. | «Sing the Story» (Solista: Luke Collins)                                         | 3:43     |  |
| 12. | «Coventry Carol» (Solista: Joshua Madine)                                        | 3:24     |  |
| 13. | «The First Nowell» (Solista: Freddie Ingles)                                     | 3:39     |  |
| 14. | «Jubilate Deo» (Solista: Jakob De Menezes-Wood)                                  | 4:26     |  |
| 15. | «While Shepherds Watched Their Flocks» (Solista: Cassius O'Connell-White)        | 2:34     |  |

| Deluxe Edition |                                                                                              |          |  |
| N.º            | Título                                                                                       | Duración |  |
| 16.            | «Lullabye (Goodnight My Angel)» (Solista: Joshua Madine. Compuesta y escrita por Billy Joel) | 3:51     |  |

| iTunes Exclusive Bonus Track |                            |          |  |
| N.º                          | Título                     | Duración |  |
| 17.                          | «Gaudete - Canticum Novum» |          |  |

| Japan Edition |                                                                                              |          |  |
| N.º           | Título                                                                                       | Duración |  |
| 16.           | «Lullabye (Goodnight My Angel)» (Solista: Joshua Madine. Compuesta y escrita por Billy Joel) |          |  |
| 17.           | «I Vow To Thee My Country»                                                                   |          |  |

| Philippines Edition |                                                                                              |          |  |
| N.º                 | Título                                                                                       | Duración |  |
| 16.                 | «Lullabye (Goodnight My Angel)» (Solista: Joshua Madine. Compuesta y escrita por Billy Joel) |          |  |
| 17.                 | «Himig Ng Pasko» (Solistas: Ralph Skan y Isaac London)                                       |          |  |

## Vídeos musicales
Se rodaron tres videos musicales para promocionar este álbum: "Carol of The Bells", "O Holy Night", y una interpretación del tema "Still, Still, Still" en el programa Songs of Praise.